# 杉戶町
杉戶町（日语：／ Sugito machi */?）是日本埼玉縣東部的町，人口約4萬7千人。

## 交通

### 鐵路
東武鐵道
- 日光線：杉戶高野台站